# Kim Larsen
Kim Melius Flyvholm Larsen (Koppenhága, 1945. október 23. – 2018. szeptember 30.) dán rockzenész.

## Életútja
Gitáros és szövegíróként kezdte pályafutását. 1969-ben alapította a Gasolin’ együttest Franz Beckerlee-vel és Wili Jønssonnal, melyhez Søren Berlev dobos is csatlakozott. Miután 1978-ban feloszlottak, szólókarrierbe kezdett, majd 1986-ban megalapította a Kim Larsen & Bellami együttest, mellyel 1992-es feloszlásukig zenélt. 1995-ben Odense-be költözött és új zenekart alakított Kim Larsen & Kjukken néven. Szólólemezei összesen körülbelül 3 millió példányban keltek el, legnépszerűbb albuma az 1983-as Midt om natten, melyből 532 000 példányt értékesítettek, ezzel a dán zenetörténet legtöbb példányban eladott lemeze lett.

## Diszkográfia

### A Gasolin'-nal
- Gasolin' (1971)
- Gasolin' 2 (1972)
- Gasolin' 3 (1973)
- Stakkels Jim (1974)
- Gas 5 (1975)
- Efter endnu en dag (1976)
- Gør det noget (1977)
- Killin' Time (1978)

### Szólólemezek
- Værsgo (1973)
- Kim Larsen og Yankee drengene (1978)
- Starfuckers: Vogt Dem for efterligninger (1978)
- 231045-0637 (1979) (Kim Larsen személyi száma)
- Jungle Dreams (1981)
- Sitting On A Time Bomb (1982)
- Fem Eiffel (1983) (EP)
- Midt om natten (1983)
- Kim i Cirkus (1985) (live-record)
- Hvem kan sige nej til en engel (1994)
- En lille pose støj (2007; live)
- Mine damer og herrer (2010)

### Kim Larsen & Bellami
- Forklædt som voksen (1986)
- Yummi yummi (1988)
- Kielgasten (1989)
- Wisdom Is Sexy (1992)

### Kim Larsen & Kjukken
- Kim Larsen & Kjukken (1996)
- Luft under vingerne (1998)
- Weekend Music (2001)
- Sange fra glemmebogen (2001)
- Det var en torsdag aften (2002) (live-record)
- 7-9-13 (2003)
- Sange fra glemmebogen - Jul & nytår (2004)
- Gammel Hankat (2006)

## Külső hivatkozások
- Kim Larsen honlapja Archiválva 2012. április 16-i dátummal a Wayback Machine-ben
- rateyourmusic.com